# Liste des médaillés olympiques en patinage artistique
Liste présentant les médaillés olympiques en Patinage artistique.

## Compétitions individuelles

### Simple messieurs
| Édition                                | Or                                | Argent                            | Bronze                            |
| -------------------------------------- | --------------------------------- | --------------------------------- | --------------------------------- |
| Londres 1908                           | Ulrich Salchow (SWE)              | Richard Johansson (SWE)           | Per Thorén (SWE)                  |
| Stockholm 1912                         | Non inclus au programme olympique | Non inclus au programme olympique | Non inclus au programme olympique |
| Anvers 1920                            | Gillis Grafström (SWE)            | Andreas Krogh (NOR)               | Martin Stixrud (NOR)              |
| Chamonix 1924                          | Gillis Grafström (SWE)            | Willy Böckl (AUT)                 | Georges Gautschi (SUI)            |
| Saint-Moritz 1928                      | Gillis Grafström (SWE)            | Willy Böckl (AUT)                 | Robert Van Zeebroeck (BEL)        |
| Lake Placid 1932                       | Karl Schäfer (AUT)                | Gillis Grafström (SWE)            | Montgomery Wilson (CAN)           |
| Garmisch-Partenkirchen 1936            | Karl Schäfer (AUT)                | Ernst Baier (GER)                 | Felix Kaspar (AUT)                |
| Saint-Moritz 1948                      | Dick Button (USA)                 | Hans Gerschwiler (SUI)            | Edi Rada (AUT)                    |
| Oslo 1952                              | Dick Button (USA)                 | Helmut Seibt (AUT)                | James Grogan (USA)                |
| Cortina d'Ampezzo 1956                 | Hayes Alan Jenkins (USA)          | Ronald Robertson (USA)            | David Jenkins (USA)               |
| Squaw Valley 1960                      | David Jenkins (USA)               | Karol Divín (TCH)                 | Donald Jackson (CAN)              |
| Innsbruck 1964                         | Manfred Schnelldorfer (EUA)       | Alain Calmat (FRA)                | Scott Allen (USA)                 |
| Grenoble 1968                          | Wolfgang Schwarz (AUT)            | Tim Wood (USA)                    | Patrick Péra (FRA)                |
| Sapporo 1972                           | Ondrej Nepela (TCH)               | Sergueï Tchetveroukhine (URS)     | Patrick Péra (FRA)                |
| Innsbruck 1976                         | John Curry (GBR)                  | Vladimir Kovalev (URS)            | Toller Cranston (CAN)             |
| Lake Placid 1980                       | Robin Cousins (GBR)               | Jan Hoffmann (RDA)                | Charles Tickner (USA)             |
| Srajevo 1984                           | Scott Hamilton (USA)              | Brian Orser (CAN)                 | Jozef Sabovčík (TCH)              |
| Calgary 1988                           | Brian Boitano (USA)               | Brian Orser (CAN)                 | Viktor Petrenko (URS)             |
| Albertville 1992                       | Viktor Petrenko (EUN)             | Paul Wylie (USA)                  | Petr Barna (TCH)                  |
| Lillehammer 1994                       | Aleksey Urmanov (RUS)             | Elvis Stojko (CAN)                | Philippe Candeloro (FRA)          |
| Nagano 1998                            | Ilia Kulik (RUS)                  | Elvis Stojko (CAN)                | Philippe Candeloro (FRA)          |
| Salt Lake Placid 2002                  | Aleksey Yagudin (RUS)             | Evgeni Plushenko (RUS)            | Timothy Goebel (USA)              |
| Turin 2006                             | Evgeni Plushenko (RUS)            | Stéphane Lambiel (SUI)            | Jeffrey Buttle (CAN)              |
| Vancouver 2010                         | Evan Lysacek (USA)                | Evgeni Plushenko (RUS)            | Daisuke Takahashi (JPN)           |
| Sotchi 2014 (Résultats détaillés)      | Yuzuru Hanyū (JPN)                | Patrick Chan (CAN)                | Denis Ten (KAZ)                   |
| Pyeongchang 2018 (Résultats détaillés) | Yuzuru Hanyū (JPN)                | Shōma Uno (JPN)                   | Javier Fernández (ESP)            |
| Pékin 2022 (Résultats détaillés)       | Nathan Chen (USA)                 | Yuma Kagiyama (JPN)               | Shōma Uno (JPN)                   |

### Simple dames
| Édition                                | Or                                | Argent                            | Bronze                            |
| -------------------------------------- | --------------------------------- | --------------------------------- | --------------------------------- |
| Londres 1908                           | Madge Syers (GBR)                 | Elsa Rendschmidt (GER)            | Dorothy Greenhough-Smith (GBR)    |
| Stockholm 1912                         | Non inclus au programme olympique | Non inclus au programme olympique | Non inclus au programme olympique |
| Anvers 1920                            | Magda Julin (SWE)                 | Svea Norén (SWE)                  | Theresa Weld-Blanchard (USA)      |
| Chamonix 1924                          | Herma Szabó (AUT)                 | Beatrix Loughran (USA)            | Ethel Muckelt (GBR)               |
| Saint-Moritz 1928                      | Sonja Henie (NOR)                 | Fritzi Burger (AUT)               | Beatrix Loughran (USA)            |
| Lake Placid 1932                       | Sonja Henie (NOR)                 | Fritzi Burger (AUT)               | Maribel Vinson (USA)              |
| Garmisch-Partenkirchen 1936            | Sonja Henie (NOR)                 | Cecilia Colledge (GBR)            | Vivi-Anne Hultén (SWE)            |
| Saint-Moritz 1948                      | Barbara Ann Scott (CAN)           | Eva Pawlik (AUT)                  | Jeannette Altwegg (GBR)           |
| Oslo 1952                              | Jeannette Altwegg (GBR)           | Tenley Albright (USA)             | Jacqueline du Bief (FRA)          |
| Cortina d'Ampezzo 1956                 | Tenley Albright (USA)             | Carol Heiss (USA)                 | Ingrid Wendl (AUT)                |
| Squaw Valley 1960                      | Carol Heiss (USA)                 | Sjoukje Dijkstra (NED)            | Barbara Roles (USA)               |
| Innsbruck 1964                         | Sjoukje Dijkstra (NED)            | Regine Heitzer (AUT)              | Petra Burka (CAN)                 |
| Grenoble 1968                          | Peggy Fleming (USA)               | Gabriele Seyfert (RDA)            | Hana Mašková (TCH)                |
| Sapporo 1972                           | Beatrix Schuba (AUT)              | Karen Magnussen (CAN)             | Janet Lynn (USA)                  |
| Innsbruck 1976                         | Dorothy Hamill (USA)              | Dianne de Leeuw (NED)             | Christine Errath (RDA)            |
| Lake Placid 1980                       | Anett Pötzsch (RDA)               | Linda Fratianne (USA)             | Dagmar Lurz (RFA)                 |
| Sarajevo 1984                          | Katarina Witt (RDA)               | Rosalynn Sumners (USA)            | Kira Ivanova (URS)                |
| Calgary 1988                           | Katarina Witt (RDA)               | Elizabeth Manley (CAN)            | Debi Thomas (USA)                 |
| Albertville 1992                       | Kristi Yamaguchi (USA)            | Midori Itō (JPN)                  | Nancy Kerrigan (USA)              |
| Lillehammer 1994                       | Oksana Baiul (UKR)                | Nancy Kerrigan (USA)              | Chen Lu (CHN)                     |
| Nagano 1998                            | Tara Lipinski (USA)               | Michelle Kwan (USA)               | Chen Lu (CHN)                     |
| Salt Lake City 2002                    | Sarah Hughes (USA)                | Irina Sloutskaïa (RUS)            | Michelle Kwan (USA)               |
| Turin 2006                             | Shizuka Arakawa (JPN)             | Sasha Cohen (USA)                 | Irina Sloutskaïa (RUS)            |
| Vancouver 2010                         | Kim Yuna (KOR)                    | Mao Asada (JPN)                   | Joannie Rochette (CAN)            |
| Sotchi 2014 (Résultats détaillés)      | Adelina Sotnikova (RUS)           | Kim Yuna (KOR)                    | Carolina Kostner (ITA)            |
| Pyeongchang 2018 (Résultats détaillés) | Alina Zagitova (OAR)              | Ievguenia Medvedeva (OAR)         | Kaetlyn Osmond (CAN)              |
| Pékin 2022 (Résultats détaillés)       | Anna Chtcherbakova (ROC)          | Alexandra Troussova (ROC)         | Kaori Sakamoto (JPN)              |

## Compétitions mixtes

### Couples
| Édition                                | Or                                                                          | Argent                                                                                      | Bronze                                                      |
| -------------------------------------- | --------------------------------------------------------------------------- | ------------------------------------------------------------------------------------------- | ----------------------------------------------------------- |
| Londres 1908                           | Allemagne Anna Hübler Heinrich Burger                                       | Grande-Bretagne Phyllis Johnson James H. Johnson                                            | Grande-Bretagne Madge Syers Edgar Syers                     |
| Stockholm 1912                         | non inclus au programme olympique                                           | non inclus au programme olympique                                                           | non inclus au programme olympique                           |
| Anvers 1920                            | Finlande Ludowika Jakobsson Walter Jakobsson                                | Norvège Alexia Bryn Yngvar Bryn                                                             | Grande-Bretagne Phyllis Johnson Basil Williams              |
| Chamonix 1924                          | Autriche Helene Engelmann Alfred Berger                                     | Finlande Ludowika Jakobsson Walter Jakobsson                                                | France Andrée Joly Pierre Brunet                            |
| Saint-Moritz 1928                      | France Andrée Joly Pierre Brunet                                            | Autriche Lilly Scholz Otto Kaiser                                                           | Autriche Melitta Brunner Ludwig Wrede                       |
| Lake Placid 1932                       | France Andrée Joly Pierre Brunet                                            | États-Unis Beatrix Loughran Sherwin Badger                                                  | Hongrie Emilia Rotter László Szollás                        |
| Garmisch-Partenkirchen 1936            | Allemagne Maxi Herber Ernst Baier                                           | Autriche Ilse Pausin Erik Pausin                                                            | Hongrie Emilia Rotter László Szollás                        |
| Saint-Moritz 1948                      | Belgique Micheline Lannoy Pierre Baugniet                                   | Hongrie Andrea Kékessy Ede Király                                                           | Canada Suzanne Morrow Wallace Distelmeyer                   |
| Oslo 1952                              | Allemagne Ria Falk Paul Falk                                                | États-Unis Karol Kennedy Peter Kennedy                                                      | Hongrie Marianna Nagy László Nagy                           |
| Cortina d'Ampezzo 1956                 | Autriche Elisabeth Schwarz Kurt Oppelt                                      | Canada Frances Dafoe Norris Bowden                                                          | Hongrie Marianna Nagy László Nagy                           |
| Squaw Valley 1960                      | Canada Barbara Wagner Robert Paul                                           | Équipe unifiée d'Allemagne Marika Kilius Hans-Jürgen Bäumler                                | États-Unis Nancy Ludington Ronald Ludington                 |
| Innsbruck 1964                         | Union soviétique Ludmila Belousova Oleg Protopopov                          | Équipe unifiée d'Allemagne Marika Kilius Hans-Jürgen Bäumler Canada Debbi Wilkes Guy Revell | États-Unis Vivian Joseph Ronald Joseph                      |
| Grenoble 1968                          | Union soviétique Ludmila Belousova Oleg Protopopov                          | Union soviétique Tatiana Zhuk Aleksandr Gorelik                                             | Allemagne de l'Ouest Margot Glockshuber Wolfgang Danne      |
| Sapporo 1972                           | Union soviétique Irina Rodnina Alexeï Oulanov                               | Union soviétique Lioudmila Smirnova Andrei Suraikin                                         | Allemagne de l'Est Manuela Groß Uwe Kagelmann               |
| Innsbruck 1976                         | Union soviétique Irina Rodnina Aleksandr Zaïtsev                            | Allemagne de l'Est Romy Kermer Rolf Österreich                                              | Allemagne de l'Est Manuela Groß Uwe Kagelmann               |
| Lake Placid 1980                       | Union soviétique Irina Rodnina Aleksandr Zaïtsev                            | Union soviétique Marina Cherkasova Sergey Shakray                                           | Allemagne de l'Est Manuela Mager Uwe Bewersdorf             |
| Sarajevo 1984                          | Union soviétique Ielena Valova Oleg Vassiliev                               | États-Unis Kitty Carruthers Peter Carruthers                                                | Union soviétique Larisa Seleznyova Oleg Vitalyevich Makarov |
| Calgary 1988                           | Union soviétique Ekaterina Gordeeva Sergueï Grinkov                         | Union soviétique Ielena Valova Oleg Vassiliev                                               | États-Unis Jill Watson Peter Oppegard                       |
| Albertville 1992                       | Équipe unifiée Natalia Mishkutenok Artur Dmitriev                           | Équipe unifiée Elena Bechke Denis Petrov                                                    | Canada Isabelle Brasseur Lloyd Eisler                       |
| Lillehammer 1994                       | Russie Ekaterina Gordeeva Sergueï Grinkov                                   | Russie Natalia Mishkutenok Artur Dmitriev                                                   | Canada Isabelle Brasseur Lloyd Eisler                       |
| Nagano 1998                            | Russie Oksana Kazakova Artur Dmitriev                                       | Russie Elena Berejnaïa Anton Sikharulidze                                                   | Allemagne Mandy Wötzel Ingo Steuer                          |
| Salt Lake City 2002                    | Russie Elena Berejnaïa Anton Sikharulidze Canada Jamie Salé David Pelletier | -                                                                                           | Chine Shen Xue Zhao Hongbo                                  |
| Turin 2006                             | Russie Tatiana Totmianina Maksim Marinin                                    | Chine Zhang Dan Zhang Hao                                                                   | Chine Shen Xue Zhao Hongbo                                  |
| Vancouver 2010                         | Chine Shen Xue Zhao Hongbo                                                  | Chine Pang Qing Tong Jian                                                                   | Allemagne Aljona Savchenko Robin Szolkowy                   |
| Sotchi 2014 (Résultats détaillés)      | Russie Tatiana Volosozhar Maksim Trankov                                    | Russie Ksenia Stolbova Fedor Klimov                                                         | Allemagne Aljona Savchenko Robin Szolkowy                   |
| Pyeongchang 2018 (Résultats détaillés) | Allemagne Aljona Savchenko Bruno Massot                                     | Chine Sui Wenjing Han Cong                                                                  | Canada Meagan Duhamel Eric Radford                          |
| Pékin 2022 (Résultats détaillés)       | Chine Sui Wenjing Han Cong                                                  | ROC Evgenia Tarasova Vladimir Morozov                                                       | ROC Anastasia Mishina Aleksandr Galliamov                   |

### Danse sur glace
| Édition                                | Or                                                       | Argent                                               | Bronze                                              |
| -------------------------------------- | -------------------------------------------------------- | ---------------------------------------------------- | --------------------------------------------------- |
| Innsbruck 1976                         | Union soviétique Lioudmila Pakhomova Aleksandr Gorchkov  | Union soviétique Irina Moïsseïeva Andrei Minenkov    | États-Unis Colleen O'Connor James Millns            |
| Lake Placid 1980                       | Union soviétique Natalia Linitchouk Guennadi Karponossov | Hongrie Krisztina Regőczy András Sallay              | Union soviétique Irina Moïsseïeva Andrei Minenkov   |
| Sarajevo 1984                          | Grande-Bretagne Jayne Torvill Christopher Dean           | Union soviétique Natalia Bestemianova Andreï Boukine | Union soviétique Marina Klimova Sergueï Ponomarenko |
| Calgary 1988                           | Union soviétique Natalia Bestemianova Andreï Boukine     | Union soviétique Marina Klimova Sergueï Ponomarenko  | Canada Tracy Wilson Robert McCall                   |
| Albertville 1992                       | Équipe unifiée Marina Klimova Sergueï Ponomarenko        | France Isabelle Duchesnay Paul Duchesnay             | Équipe unifiée Maïa Oussova Alexandre Jouline       |
| Lillehammer 1994                       | Russie Oksana Grichtchouk Ievgueni Platov                | Russie Maïa Oussova Alexandre Jouline                | Grande-Bretagne Jayne Torvill Christopher Dean      |
| Nagano 1998                            | Russie Oksana Grichtchouk Ievgueni Platov                | Russie Anzhelika Krylova Oleg Ovsiannikov            | France Marina Anissina Gwendal Peizerat             |
| Salt Lake City 2002                    | France Marina Anissina Gwendal Peizerat                  | Russie Irina Lobatcheva Ilia Averboukh               | Italie Barbara Fusar Poli Maurizio Margaglio        |
| Turin 2006                             | Russie Tatiana Navka Roman Kostomarov                    | États-Unis Tanith Belbin Benjamin Agosto             | Ukraine Olena Hrushyna Ruslan Honcharov             |
| Vancouver 2010                         | Canada Tessa Virtue Scott Moir                           | États-Unis Meryl Davis Charlie White                 | Russie Oksana Domnina Maksim Chabaline              |
| Sotchi 2014 (Résultats détaillés)      | États-Unis Meryl Davis Charlie White                     | Canada Tessa Virtue Scott Moir                       | Russie Elena Ilinykh Nikita Katsalapov              |
| Pyeongchang 2018 (Résultats détaillés) | Canada Tessa Virtue Scott Moir                           | France Gabriella Papadakis Guillaume Cizeron         | États-Unis Maia Shibutani Alex Shibutani            |
| Pékin 2022 (Résultats détaillés)       | France Gabriella Papadakis Guillaume Cizeron             | ROC Victoria Sinitsina Nikita Katsalapov             | États-Unis Madison Hubbell Zachary Donohue          |

## Compétition par équipes
| Édition                                | Or | Argent | Bronze |
| -------------------------------------- | --- | --- | --- |
| Sotchi 2014 (Résultats détaillés)      | Russie Ekaterina Bobrova Elena Ilinykh Nikita Katsalapov Fedor Klimov Ioulia Lipnitskaïa Evgeni Plushenko Dmitri Soloviev Ksenia Stolbova Maksim Trankov Tatiana Volosozhar | Canada Patrick Chan Meagan Duhamel Scott Moir Kirsten Moore-Towers Dylan Moscovitch Kaetlyn Osmond Eric Radford Kevin Reynolds Tessa Virtue                                            | États-Unis Jeremy Abbott Jason Brown Marissa Castelli Meryl Davis Gracie Gold Simon Shnapir Ashley Wagner Charlie White          |
| Pyeongchang 2018 (Résultats détaillés) | Canada Patrick Chan Gabrielle Daleman Meagan Duhamel Scott Moir Kaetlyn Osmond Eric Radford Tessa Virtue                                                                    | Athlètes olympiques de Russie Ekaterina Bobrova Aleksandr Enbert Mikhail Kolyada Ievguenia Medvedeva Vladimir Morozov Dmitri Soloviev Evgenia Tarasova Natalia Zabiiako Alina Zagitova | États-Unis Nathan Chen Chris Knierim Mirai Nagasu Adam Rippon Alexa Scimeca Knierim Maia Shibutani Alex Shibutani Bradie Tennell |
| Pékin 2022 (Résultats détaillés)       | États-Unis Vincent Zhou Alexa Scimeca Knierim Brandon Frazier Madison Chock Evan Bates Karen Chen Nathan Chen Madison Hubbell Zachary Donohue                               | Japon Yuma Kagiyama Riku Miura Ryuichi Kihara Misato Komatsubara Tim Koleto Kaori Sakamoto Shoma Uno Wakaba Higuchi                                                                    | Comité olympique russe Mark Kondratiuk Anastasia Mishina Aleksandr Galliamov Victoria Sinitsina Nikita Katsalapov Kamila Valieva |